# Tetrablemma okei
Tetrablemma okei là một loài nhện trong họ Tetrablemmidae.
Loài này thuộc chi Tetrablemma. Tetrablemma okei được Butler miêu tả năm 1932.